# Sillerslev
Sillerslev er en landsby på det sydlige Mors med ca. 200 indbyggere.
|  | Denne artikel om lokaliteten Sillerslev kan blive bedre, hvis der indsættes et (bedre) billede. Du kan hjælpe ved at afsøge Wikimedia Commons for et passende billede eller lægge et op på Wikimedia Commons med en af de tilladte licenser og indsætte det i artiklen. |

56°41′37″N 8°44′03″Ø / 56.6935°N 8.7342°Ø